# Albo d'oro del campionato svedese di calcio
La pagina elenca le squadre vincitrici del massimo livello del campionato svedese di calcio, istituito per la prima volta nel 1896.

## Albo d'oro

### Svenska Mästerskapet (1896-1924)
| Stagione | Campione              | Secondo posto    |
| -------- | --------------------- | ---------------- |
| 1896     | Örgryte (1)           | Idrottens Vänner |
| 1897     | Örgryte (2)           | Örgryte 2        |
| 1898     | Örgryte (3)           | AIK              |
| 1899     | Örgryte (4)           | Göteborgs FF     |
| 1900     | AIK (1)               | Örgryte          |
| 1901     | AIK (2)               | Örgryte 2        |
| 1902     | Örgryte (5)           | Jönköpings AIF   |
| 1903     | Göteborgs IF (1)      | Göteborgs FF     |
| 1904     | Örgryte (6)           | Djurgården       |
| 1905     | Örgryte (7)           | IFK Stoccolma    |
| 1906     | Örgryte (8)           | Djurgården       |
| 1907     | Örgryte (9)           | IFK Uppsala      |
| 1908     | IFK Göteborg (1)      | IFK Uppsala      |
| 1909     | Örgryte (10)          | Djurgården       |
| 1910     | IFK Göteborg (2)      | Djurgården       |
| 1911     | AIK (3)               | IFK Uppsala      |
| 1912     | Djurgården (1)        | Örgryte          |
| 1913     | Örgryte (11)          | Djurgården       |
| 1914     | AIK (4)               | Helsingborg      |
| 1915     | Djurgården (2)        | Örgryte          |
| 1916     | AIK (5)               | Djurgården       |
| 1917     | Djurgården (3)        | AIK              |
| 1918     | IFK Göteborg (3)      | Helsingborg      |
| 1919     | GAIS (1)              | Djurgården       |
| 1920     | Djurgården (4)        | Sleipner         |
| 1921     | IFK Eskilstuna (1)    | Sleipner         |
| 1922     | GAIS (2)              | Hammarby         |
| 1923     | AIK (6)               | IFK Eskilstuna   |
| 1924     | Fässbergs (1)         | Sirius           |
| 1925     | Brynäs IF Fotboll (1) | BK Derby         |

### Allsvenskan (1924-1930)
Nel 1924 fu introdotto un nuovo formato della massima competizione calcistica svedese, denominato Allsvenskan, che vide raggruppate le squadre partecipanti in un girone all'italiana. I club vincitori del torneo fino alla stagione 1929-1930 non furono però riconosciuti ufficialmente come campioni di Svezia. Per questo motivo, le due vittorie a testa di GAIS, Örgryte ed Helsingborg non vengono conteggiate nel computo totale dei titoli per squadra.
| Stagione  | Campione    | Secondo posto | Terzo posto  |
| --------- | ----------- | ------------- | ------------ |
| 1924-1925 | GAIS        | IFK Göteborg  | Örgryte      |
| 1925-1926 | Örgryte     | GAIS          | IFK Göteborg |
| 1926-1927 | GAIS        | IFK Göteborg  | Helsingborg  |
| 1927-1928 | Örgryte     | Helsingborg   | GAIS         |
| 1928-1929 | Helsingborg | Örgryte       | IFK Göteborg |
| 1929-1930 | Helsingborg | IFK Göteborg  | Sleipner     |

### Allsvenskan (1930-1981)
A partire dalla stagione 1930-1931, le squadre vincitrici del torneo tornarono ad essere riconosciute ufficialmente dalla federazione calcistica svedese.
| Stagione  | Campione       | Secondo posto    | Terzo posto     |
| --------- | -------------- | ---------------- | --------------- |
| 1930-1931 | GAIS           | AIK              | IFK Göteborg    |
| 1931-1932 | AIK            | IFK Göteborg     | GAIS            |
| 1932-1933 | Helsingborg    | GAIS             | IFK Göteborg    |
| 1933-1934 | Helsingborg    | GAIS             | IFK Göteborg    |
| 1934-1935 | IFK Göteborg   | AIK              | Elfsborg        |
| 1935-1936 | Elfsborg       | AIK              | Sandvikens IF   |
| 1936-1937 | AIK            | Sleipner         | Örgryte         |
| 1937-1938 | Sleipner       | Helsingborg      | Landskrona BoIS |
| 1938-1939 | Elfsborg       | AIK              | Malmö FF        |
| 1939-1940 | Elfsborg       | IFK Göteborg     | Helsingborg     |
| 1940-1941 | Helsingborg    | Degerfors        | AIK             |
| 1941-1942 | IFK Göteborg   | GAIS             | IFK Norrköping  |
| 1942-1943 | IFK Norrköping | Elfsborg         | Helsingborg     |
| 1943-1944 | Malmö FF       | Elfsborg         | AIK             |
| 1944-1945 | IFK Norrköping | Elfsborg         | Malmö FF        |
| 1945-1946 | IFK Norrköping | Malmö FF         | IFK Göteborg    |
| 1946-1947 | IFK Norrköping | AIK              | Malmö FF        |
| 1947-1948 | IFK Norrköping | Malmö FF         | AIK             |
| 1948-1949 | Malmö FF       | Helsingborg      | GAIS            |
| 1949-1950 | Malmö FF       | Jönköpings Södra | Helsingborg     |
| 1950-1951 | Malmö FF       | Råå IF           | Degerfors       |
| 1951-1952 | IFK Norrköping | Malmö FF         | Helsingborg     |
| 1952-1953 | Malmö FF       | IFK Norrköping   | Djurgården      |
| 1953-1954 | GAIS           | Helsingborg      | Degerfors       |
| 1954-1955 | Djurgården     | Halmstad         | AIK             |
| 1955-1956 | IFK Norrköping | Malmö FF         | Djurgården      |
| 1956-1957 | IFK Norrköping | Malmö FF         | Helsingborg     |
| 1957-1958 | IFK Göteborg   | IFK Norrköping   | Djurgården      |
| 1959      | Djurgården     | IFK Norrköping   | IFK Göteborg    |
| 1960      | IFK Norrköping | IFK Malmö        | Örgryte         |
| 1961      | Elfsborg       | IFK Norrköping   | IFK Göteborg    |
| 1962      | IFK Norrköping | Djurgården       | IFK Göteborg    |
| 1963      | IFK Norrköping | Degerfors        | AIK             |
| 1964      | Djurgården     | Malmö FF         | Örgryte         |
| 1965      | Malmö FF       | Elfsborg         | AIK             |
| 1966      | Djurgården     | IFK Norrköping   | Elfsborg        |
| 1967      | Malmö FF       | Djurgården       | Helsingborg     |
| 1968      | Öster          | Malmö FF         | IFK Norrköping  |
| 1969      | IFK Göteborg   | Malmö FF         | Djurgården      |
| 1970      | Malmö FF       | Åtvidaberg       | Djurgården      |
| 1971      | Malmö FF       | Åtvidaberg       | IFK Norrköping  |
| 1972      | Åtvidaberg     | AIK              | Öster           |
| 1973      | Åtvidaberg     | Öster            | Djurgården      |
| 1974      | Malmö FF       | AIK              | Öster           |
| 1975      | Malmö FF       | Öster            | Djurgården      |
| 1976      | Halmstad       | Malmö FF         | Öster           |
| 1977      | Malmö FF       | Elfsborg         | Kalmar          |
| 1978      | Öster          | Malmö FF         | IFK Göteborg    |
| 1979      | Halmstad       | IFK Göteborg     | Elfsborg        |
| 1980      | Öster          | Malmö FF         | IFK Göteborg    |
| 1981      | Öster          | IFK Göteborg     | IFK Norrköping  |

### SM-slutspel (1982-1990)
A partire dalla stagione 1982 fu apportata una modifica nel formato del campionato, che vedeva l'introduzione dei play-off (intitolato SM-slutspel) riservati alle squadre occupanti le prime posizioni della classifica (che continua a mantenere la denominazione di Allsvenskan), il cui numero è stato variato nel corso delle stagioni.
| Stagione | Campione       | Secondo posto  | Vincitore Allsvenskan |
| -------- | -------------- | -------------- | --------------------- |
| 1982     | IFK Göteborg   | Hammarby       | IFK Göteborg          |
| 1983     | IFK Göteborg   | Öster          | AIK                   |
| 1984     | IFK Göteborg   | IFK Norrköping | IFK Göteborg          |
| 1985     | Örgryte        | IFK Göteborg   | Malmö FF              |
| 1986     | Malmö FF       | AIK            | Malmö FF              |
| 1987     | IFK Göteborg   | Malmö FF       | Malmö FF              |
| 1988     | Malmö FF       | Djurgården     | Malmö FF              |
| 1989     | IFK Norrköping | Malmö FF       | Malmö FF              |
| 1990     | IFK Göteborg   | IFK Norrköping | IFK Göteborg          |

### Mästerskapsserien (1991-1992)
Dalla stagione 1991 fino alla successiva fu nuovamente modificato il formato del torneo introducendo, al termine del campionato, un girone (formato dalle squadre classificatesi nelle prime posizioni della Allsvenskan e intitolato Mästerskapsserien) la cui vincitrice sarebbe stata premiata con il titolo di campione di Svezia.
| Stagione | Campione     | Secondo posto  | Vincitore Allsvenskan |
| -------- | ------------ | -------------- | --------------------- |
| 1991     | IFK Göteborg | IFK Norrköping | IFK Göteborg          |
| 1992     | AIK          | IFK Norrköping | IFK Norrköping        |

### Allsvenskan (dal 1993)
Nella stagione 1993 fu ripristinato il tradizionale formato a girone unico, denominato Allsvenskan.
| Stagione | Campione       | Secondo posto  | Terzo posto    |
| -------- | -------------- | -------------- | -------------- |
| 1993     | IFK Göteborg   | IFK Norrköping | AIK            |
| 1994     | IFK Göteborg   | Örebro         | Malmö FF       |
| 1995     | IFK Göteborg   | Helsingborg    | Halmstad       |
| 1996     | IFK Göteborg   | Malmö FF       | Helsingborg    |
| 1997     | Halmstad       | IFK Göteborg   | Malmö FF       |
| 1998     | AIK            | Helsingborg    | Hammarby       |
| 1999     | Helsingborg    | AIK            | Halmstad       |
| 2000     | Halmstad       | Helsingborg    | AIK            |
| 2001     | Hammarby       | Djurgården     | AIK            |
| 2002     | Djurgården     | Malmö FF       | Örgryte        |
| 2003     | Djurgården     | Hammarby       | Malmö FF       |
| 2004     | Malmö FF       | Halmstad       | IFK Göteborg   |
| 2005     | Djurgården     | IFK Göteborg   | Kalmar         |
| 2006     | Elfsborg       | AIK            | Hammarby       |
| 2007     | IFK Göteborg   | Kalmar         | Djurgården     |
| 2008     | Kalmar         | Elfsborg       | IFK Göteborg   |
| 2009     | AIK            | IFK Göteborg   | Elfsborg       |
| 2010     | Malmö FF       | Helsingborg    | Örebro         |
| 2011     | Helsingborg    | AIK            | Elfsborg       |
| 2012     | Elfsborg       | Häcken         | Malmö FF       |
| 2013     | Malmö FF       | AIK            | IFK Göteborg   |
| 2014     | Malmö FF       | IFK Göteborg   | AIK            |
| 2015     | IFK Norrköping | IFK Göteborg   | AIK            |
| 2016     | Malmö FF       | AIK            | IFK Norrköping |
| 2017     | Malmö FF       | AIK            | Djurgården     |
| 2018     | AIK            | IFK Norrköping | Malmö FF       |
| 2019     | Djurgården     | Malmö FF       | Hammarby       |
| 2020     | Malmö FF       | Elfsborg       | Häcken         |
| 2021     | Malmö FF       | AIK            | Djurgården     |
| 2022     | Häcken         | Djurgården     | Hammarby       |
| 2023     | Malmö FF       | Elfsborg       | Häcken         |

## Statistiche

### Titoli per squadra
| Titoli | Squadra        | Note                                  |
| ------ | -------------- | ------------------------------------- |
| 23     | Malmö FF       | 23 Allsvenskan                        |
| 18     | IFK Göteborg   | 3 Svenska Mästerskapet 15 Allsvenskan |
| 13     | IFK Norrköping | 13 Allsvenskan                        |
| 12     | Örgryte        | 9 Svenska Mästerskapet 3 Allsvenskan  |
| 12     | AIK            | 6 Svenska Mästerskapet 6 Allsvenskan  |
| 12     | Djurgården     | 4 Svenska Mästerskapet 8 Allsvenskan  |
| 6      | Elfsborg       | 6 Allsvenskan                         |
| 6      | Halmstad       | 4 Allsvenskan                         |
| 5      | Helsingborg    | 7 Allsvenskan                         |
| 4      | GAIS           | 2 Svenska Masterskapet 4 Allsvenskan  |
| 4      | Öster          | 4 Allsvenskan                         |
| 2      | Åtvidaberg     | 2 Allsvenskan                         |
| 1      | IFK Eskilstuna | 1 Svenska Mästerskapet                |
| 1      | Fässbergs IF   | 1 Svenska Mästerskapet                |
| 1      | Göteborgs IF   | 1 Svenska Mästerskapet                |
| 1      | Hammarby       | 1 Allsvenskan                         |
| 1      | Sleipner       | 1 Allsvenskan                         |
| 1      | Kalmar         | 1 Allsvenskan                         |
| 1      | Häcken         | 1 Allsvenskan                         |

### Titoli per città
| Titoli | Città       | Squadre                                                                              |
| ------ | ----------- | ------------------------------------------------------------------------------------ |
| 37     | Göteborg    | IFK Göteborg (18) Örgryte (12) GAIS (4) Göteborgs IF (1) Fässbergs IF (1) Häcken (1) |
| 25     | Stoccolma   | AIK (12) Djurgården (12) Hammarby (1)                                                |
| 23     | Malmö       | Malmö FF (23)                                                                        |
| 14     | Norrköping  | IFK Norrköping (13) Sleipner (1)                                                     |
| 6      | Borås       | Elfsborg (6)                                                                         |
| 5      | Helsingborg | Helsingborg (5)                                                                      |
| 4      | Halmstad    | Halmstad (4)                                                                         |
| 4      | Växjö       | Öster (4)                                                                            |
| 2      | Åtvidaberg  | Åtvidaberg (2)                                                                       |
| 1      | Eskilstuna  | IFK Eskilstuna (1)                                                                   |
| 1      | Kalmar      | Kalmar (1)                                                                           |

### Titoli consecutivi
| Titoli | Squadra        | Stagioni                                   |
| ------ | -------------- | ------------------------------------------ |
| 4      | Örgryte        | 1896, 1897, 1898, 1899                     |
| 4      | Örgryte        | 1904, 1905, 1906, 1907                     |
| 4      | IFK Norrköping | 1944-1945, 1945-1946, 1946-1947, 1947-1948 |
| 4      | IFK Göteborg   | 1993, 1994, 1995, 1996                     |
| 3      | IFK Göteborg   | 1982, 1983, 1984                           |
| 3      | Malmö FF       | 1948-1949, 1949-1950, 1950-1951            |

## Capocannonieri
| Stagione  | Giocatore                 | Squadra                      | Reti |
| --------- | ------------------------- | ---------------------------- | ---- |
| 1924-1925 | Filip Johansson           | IFK Göteborg                 | 39   |
| 1925-1926 | Carl-Erik Holmberg        | Örgryte                      | 29   |
| 1926-1927 | Albert Olsson             | GAIS                         | 24   |
| 1927-1928 | Carl-Erik Holmberg        | Örgryte                      | 27   |
| 1928-1929 | Harry Lundahl             | Helsingborg                  | 31   |
| 1929-1930 | Harry Lundahl             | Helsingborg                  | 26   |
| 1930-1931 | John Nilsson              | GAIS                         | 26   |
| 1931-1932 | Carl-Erik Holmberg        | Örgryte                      | 29   |
| 1932-1933 | Torsten Bunke             | Helsingborg                  | 21   |
| 1933-1934 | Sven Jonasson             | Elfsborg                     | 20   |
| 1934-1935 | Harry Andersson           | Sleipner                     | 23   |
| 1935-1936 | Sven Jonasson             | Elfsborg                     | 24   |
| 1936-1937 | Olle Zetherlund           | AIK                          | 23   |
| 1937-1938 | Curt Hjelm                | Sleipner                     | 13   |
| 1938-1939 | Yngve Lindegren           | Örgryte                      | 16   |
| 1938-1939 | Ove Andersson             | Malmö FF                     | 16   |
| 1938-1939 | Erik Persson              | AIK                          | 16   |
| 1939-1940 | Anders Pålsson            | Helsingborg                  | 17   |
| 1940-1941 | Stig Nyström              | Brage                        | 17   |
| 1941-1942 | Sven Jacobsson            | GAIS                         | 20   |
| 1942-1943 | Gunnar Nordahl            | Degerfors                    | 16   |
| 1943-1944 | Leif Larsson              | IFK Göteborg                 | 19   |
| 1944-1945 | Gunnar Nordahl            | IFK Norrköping               | 27   |
| 1945-1946 | Gunnar Nordahl            | IFK Norrköping               | 25   |
| 1946-1947 | Gunnar Gren               | IFK Göteborg                 | 18   |
| 1947-1948 | Gunnar Nordahl            | IFK Norrköping               | 18   |
| 1948-1949 | Carl-Johan Franck         | Helsingborg                  | 19   |
| 1949-1950 | Ingvar Rydell             | Malmö FF                     | 22   |
| 1950-1951 | Hasse Jeppson             | Djurgården                   | 17   |
| 1951-1952 | Karl-Alfred Jakobsson     | GAIS                         | 17   |
| 1952-1953 | Karl-Alfred Jakobsson     | GAIS                         | 24   |
| 1953-1954 | Karl-Alfred Jakobsson     | GAIS                         | 21   |
| 1954-1955 | Kurt Hamrin               | AIK                          | 22   |
| 1955-1956 | Sylve Bengtsson           | Halmstad                     | 22   |
| 1956-1957 | Harry Bild                | IFK Norrköping               | 19   |
| 1957-1958 | Bertil Johansson          | IFK Göteborg                 | 27   |
| 1957-1958 | Henry Källgren            | IFK Norrköping               | 27   |
| 1959      | Rune Börjesson            | Örgryte                      | 21   |
| 1960      | Rune Börjesson            | Örgryte                      | 24   |
| 1961      | Bertil Johansson          | IFK Göteborg                 | 20   |
| 1962      | Leif Skiöld               | Djurgården                   | 21   |
| 1963      | Bo Larsson                | Malmö FF                     | 17   |
| 1963      | Lars Heinemann            | Degerfors                    | 17   |
| 1964      | Krister Granbom           | Helsingborg                  | 22   |
| 1965      | Bo Larsson                | Malmö FF                     | 28   |
| 1966      | Ove Kindvall              | IFK Norrköping               | 20   |
| 1967      | Dag Szepanski             | Malmö FF                     | 22   |
| 1968      | Ove Eklund                | Åtvidaberg                   | 16   |
| 1969      | Reine Almqvist            | IFK Göteborg                 | 16   |
| 1970      | Bo Larsson                | Malmö FF                     | 16   |
| 1971      | Roland Sandberg           | Åtvidaberg                   | 17   |
| 1972      | Ralf Edström              | Åtvidaberg                   | 16   |
| 1972      | Roland Sandberg           | Åtvidaberg                   | 16   |
| 1973      | Jan Mattsson              | Öster                        | 20   |
| 1974      | Jan Mattsson              | Öster                        | 22   |
| 1975      | Jan Mattsson              | Öster                        | 31   |
| 1976      | Rutger Backe              | Halmstad                     | 21   |
| 1977      | Reine Almqvist            | IFK Göteborg                 | 15   |
| 1977      | Mats Aronsson             | Landskrona BoIS              | 15   |
| 1978      | Tommy Berggren            | Djurgården                   | 19   |
| 1979      | Mats Werner               | Hammarby                     | 14   |
| 1980      | Billy Ohlsson             | Hammarby                     | 19   |
| 1981      | Torbjörn Nilsson          | IFK Göteborg                 | 20   |
| 1982      | Dan Corneliusson          | IFK Göteborg                 | 12   |
| 1983      | Thomas Ahlström           | Elfsborg                     | 16   |
| 1984      | Billy Ohlsson             | Hammarby                     | 14   |
| 1985      | Peter Karlsson            | Kalmar                       | 10   |
| 1985      | Billy Lansdowne           | Kalmar                       | 10   |
| 1985      | Sören Börjesson           | Örgryte                      | 10   |
| 1986      | Johnny Ekström            | IFK Göteborg                 | 13   |
| 1987      | Lars Larsson              | Malmö FF                     | 19   |
| 1988      | Martin Dahlin             | Malmö FF                     | 17   |
| 1989      | Jan Hellström             | IFK Norrköping               | 16   |
| 1990      | Kaj Eskelinen             | IFK Göteborg                 | 10   |
| 1991      | Kennet Andersson          | IFK Göteborg                 | 13   |
| 1992      | Hans Eklund               | Öster                        | 16   |
| 1993      | Henrik Bertilsson         | Halmstad                     | 18   |
| 1993      | Mats Lilienberg           | Trelleborgs FF               | 18   |
| 1994      | Niclas Kindvall           | IFK Norrköping               | 23   |
| 1995      | Niklas Skoog              | Västra Frölunda              | 17   |
| 1996      | Andreas Andersson         | IFK Göteborg                 | 19   |
| 1997      | Mats Lilienberg           | Halmstad                     | 14   |
| 1997      | Christer Mattiasson       | Elfsborg                     | 14   |
| 1997      | Dan Sahlin                | Örebro                       | 14   |
| 1998      | Arild Stavrum             | Helsingborg                  | 18   |
| 1999      | Marcus Allbäck            | Örgryte                      | 15   |
| 2000      | Fredrik Berglund          | Elfsborg                     | 18   |
| 2001      | Stefan Selakovic          | Halmstad                     | 15   |
| 2002      | Peter Ijeh                | Malmö FF                     | 24   |
| 2003      | Niklas Skoog              | Malmö FF                     | 22   |
| 2004      | Markus Rosenberg          | Halmstad                     | 14   |
| 2005      | Gunnar Heiðar Þorvaldsson | Halmstad                     | 16   |
| 2006      | Ari                       | Kalmar                       | 15   |
| 2007      | Razak Omotoyossi          | Helsingborg                  | 14   |
| 2007      | Marcus Berg               | IFK Göteborg                 | 14   |
| 2008      | Patrik Ingelsten          | Kalmar                       | 19   |
| 2009      | Tobias Hysén              | IFK Göteborg                 | 18   |
| 2009      | Wanderson                 | GAIS                         | 18   |
| 2010      | Alexander Gerndt          | Gefle / Helsingborg          | 20   |
| 2011      | Mathias Ranégie           | Häcken / Malmö FF            | 21   |
| 2012      | Majeed Waris              | Häcken                       | 23   |
| 2013      | Imad Khalili              | IFK Norrköping / Helsingborg | 15   |
| 2014      | Lasse Vibe                | IFK Göteborg                 | 23   |
| 2015      | Emir Kujović              | IFK Norrköping               | 21   |
| 2016      | John Owoeri               | Häcken                       | 17   |
| 2017      | Karl Holmberg             | IFK Norrköping               | 14   |
| 2017      | Magnus Eriksson           | Djurgården                   | 14   |
| 2018      | Paulinho                  | Häcken                       | 20   |
| 2019      | Mohamed Buya Turay        | Djurgården                   | 15   |
| 2020      | Christoffer Nyman         | IFK Norrköping               | 18   |
| 2021      | Samuel Adegbenro          | IFK Norrköping               | 17   |
| 2022      | Alexander Jeremejeff      | Häcken                       | 22   |
| 2023      | Isaac Kiese Thelin        | Malmö FF                     | 16   |